# Ring of Combat
Lou Neglia's Ring of Combat（ルー・ネグリアズ・リング・オブ・コンバット、略称ROC）は、アメリカ合衆国の総合格闘技団体。ニュージャージー州などのアメリカ合衆国東海岸を拠点に活動し、東の人材育成プロモーションと呼ばれる。

## 概要
ニュージャージー州アスレチック・コントロール・ボードが認可した初めての総合格闘技大会で、キックボクシング世界王者のルー・ネグリアが創設した。2002年10月12日、旗揚げ大会「Ring of Combat 1」を開催し、メインイベントではKICK世界ライトヘビー級タイトルマッチが行われた。旗揚げ当初はキックボクシング、ムエタイの試合も組まれ、4分3R制や独自の階級規定を採用していた。

### ユニファイドルール導入
2006年11月17日の「Ring of Combat 12」からニュージャージー州アスレチック・コントロール・ボード制定のユニファイドルールを導入した。ネバダ州アスレチック・コミッション制定の統一体重制移行に伴い、独自階級だった王座はすべて廃止され、2007年まではトーナメント戦を開催していたが、2008年から王座の認定を再開した。
2008年5月9日、「Ring of Combat 19」でUSKBA MMAタイトルマッチが開催された。
2010年、バンタム級王座、フライ級王座を新設。
2011年、北米王座、地域王座を新設。

## アマチュア部門
2008年から、アマチュア大会「ROC Proving Grounds」を開催している。（Proving Groundsは実験場の意）

## ルール
試合場は六角形のヘキサゴンケージで行い、ニュージャージー州アスレチック・コントロール・ボード制定のユニファイドルール、ネバダ州アスレチック・コミッション制定の統一体重制に準拠。

## 階級・王座
- 王座の変遷については「ROC王者一覧」を参照。

| 階級           | 重量区分          |
| -------------- | ----------------- |
| ヘビー級       | -265lbs: -120.2kg |
| ライトヘビー級 | -205lbs: -93.0kg  |
| ミドル級       | -185lbs: -83.9kg  |
| ウェルター級   | -170lbs: -77.1kg  |
| ライト級       | -155lbs: -70.3kg  |
| フェザー級     | -145lbs: -65.8kg  |
| バンタム級     | -135lbs: -61.2kg  |
| フライ級       | -125lbs: -56.7kg  |